# Yaima Ortíz
Yaima Ortíz Charro (L'Avana, 9 novembre 1981) è un'ex pallavolista cubana.
Giocava nel ruolo di schiacciatrice e libero.

## Carriera
La carriera di Yaima Ortíz inizia nei tornali locali cubani, partecipando con la formazione provinciale della Ciudad Habana. Nel 2001 riceve le prime chiamate nella nazionale cubana, vincendo la medaglia d'argento al campionato nordamericano; nel 2003 vince altri due argenti ai XIV Giochi panamericani e nuovamente al campionato nordamericano, un anno dopo invece, dopo essere stata premiata come miglior attaccante alla Coppa Panamericana, vince la medaglia di bronzo ai Giochi della XXVIII Olimpiade di Atene.
Grazie ai buoni risultati ottenuti con la nazionale, riceve il permesso dalla Federazione pallavolistica di Cuba di giocare all'estero, approdando nella stagione 2004-05 nella Superliga russa, dove difende i colori della Ženskij Volejbol'nyj Klub Dinamo Moskovskaja di Kaliningrad, per poi essere ingaggiata nella stagione seguente dal Volejbol'nyj klub Uraločka di Ekaterinburg; con la nazionale vince la terza medaglia d'argento al campionato nordamericano 2005, seguita un anno dopo da un nuovo argento ai XX Giochi centramericani e caraibici.
Ritorna in seguito a giocare a Cuba con la sua squadra provinciale di appartenenza, continuando peraltro a collezionare medaglie con la nazionale: dopo i due ori del 2007 ai XV Giochi panamericani ed al campionato nordamericano, un anno dopo si aggiudica la medaglia d'argento al World Grand Prix e partecipa ai Giochi della XXIX Olimpiade di Pechino, al termine dei quali si ritira dalla nazionale.
Osservate due annate di inattività per poter lasciare Cuba, nella stagione 2010-11 ritorna in Russia, questa volta al Volejbol'nyj klub Omička; tuttavia nel febbraio 2011 lascia la squadra, giocando la seconda parte di stagione all'İqtisadçı Voleybol Klubu di Baku, nella Superliqa azera. Dopo essere tornata nella Superliga russa per il campionato 2011-12, nel quale difende i colori della Ženskij volejbol'nyj klub Dinamo Moskva, nel campionato seguente approda al Sarıyer, club militante nella Voleybol 1. Ligi turca, col quale gioca il suo ultimo campionato, decidendo di ritirarsi al termine della stagione.

## Palmarès

### Nazionale (competizioni minori)
- Giochi panamericani 2003
- Giochi centramericani e caraibici 2006
- Montreux Volley Masters 2007
- Giochi panamericani 2007

### Premi individuali
- 2004 - Coppa Panamericana: Miglior attaccante